# 男はつらいよ 寅次郎ハイビスカスの花
『男はつらいよ 寅次郎ハイビスカスの花』（おとこはつらいよ とらじろうハイビスカスのはな）は、1980年8月2日に公開された日本映画。『男はつらいよ』シリーズの第25作目。リリー三部作の完結篇。

## 概要
マドンナは、第11作（『寅次郎忘れな草』）・第15作（『寅次郎相合い傘』）に続き3度目の出演となる松岡リリー役の浅丘ルリ子。観客動員数は206万3千人。同時上映は『思えば遠くへ来たもんだ』（主演：武田鉄矢）。
2006年3月、シリーズ全作品を放映したNHK-BS2が募集した人気投票で、視聴者から「後半24作品中のベスト1」に選出された。
1997年12月27日公開の『虹をつかむ男 南国奮斗編』には、本作上映予定の看板が置いてあったが映写機の故障で上映はされなかったという場面が存在する。

## あらすじ
寅次郎が旅先で見た夢では、寅次郎は「鼠小僧寅吉」であり、盗んだ小判を貧しいさくら・博夫婦に与え、追手たちから逃げる。
博が小岩で偶然リリーと出会う。リリーは寅次郎やとらやの人びとに会いたがるが、相変わらずのドサ周りの歌手生活で、これから大阪、さらに九州に向かうと言う。博の報告を聞き、とらやでリリーや寅次郎の噂をしていると、寅次郎から電話があり、リリーが逢いたがっていると伝えると、寅次郎は感慨深げにリリーを思い出す。
しばらくして、寅次郎は柴又に帰ってくる。しかし間の悪いことに、とらや一家は水元公園にピクニックへ出掛けるところで、慌てて荷物を隠し、体裁を取ろうとするとらや一家に寅次郎が機嫌を損ね、大喧嘩になる。出て行こうとする寅次郎だが、その時、届いていた速達がリリーから寅次郎宛のものだということが判明する。手紙の内容は、リリーが沖縄で病気で倒れ入院したというもので、生きていることに未練はないが、「もういっぺん寅さんに会いたかった」と結ばれていた。あわてて沖縄に向かおうとするも、飛行機が怖い寅次郎はいろいろ駄々をこねるが、きれいなスチュワーデスに連れられて搭乗し、何とか沖縄に着く。
寅次郎の見舞いを受けたリリーは、涙を流し喜ぶ。寅次郎の懸命な看病もあって、次第に彼女の病気はよくなり、退院後、漁師町で一緒に生活を始める。その生活は、別々の部屋で寝てはいたものの、とても心の通い合ったものであり、周りがみな同棲・夫婦のような関係と見なすほどであった。リリーの口からも、寅次郎からの経済援助を拒否しながら「あんたと私が夫婦だったら別よ」と言ったことを含め、寅次郎との結婚を意識した発言が幾度となく飛び出した。
しかし、その一方で地元の娘と浮かれる寅次郎。そんな煮え切らない寅次郎へのリリーのいらだちが一つの原因になって、二人は大喧嘩。翌朝、リリーは書き置きを残して沖縄を去ってしまう。寅次郎は慌てて手近な漁船に乗り、島伝いに鹿児島までゆき、そこから鉄道でなんとか柴又駅にたどり着いたが、飲まず食わずの旅であったため、そこで行き倒れになり、柴又は大騒ぎとなる。
回復した寅次郎から、沖縄でのリリーとの話を詳しく聞いたとらやの人びとは、リリーの寅次郎への気持ちを本物だと感じ、苦労をしてきたリリーが寅次郎の生涯の伴侶として真にふさわしいとの思いから、寅次郎にリリーとの結婚を強く勧める。寅次郎もその気になる。
数日後、リリーがとらやを訪ねてきて、再会した二人は大いに喜び合う。沖縄の思い出話を語るうち、「私、幸せだった、あの時」と言うリリー。そんなリリーの言葉を受け、寅次郎は「リリー、俺と所帯を持つか」と漏らすが、直後、照れくささからごまかしてしまう。それに対し、リリーはあえて冗談として聞き流す。好き合いながらも、お互いのプライドや体裁で一緒になれない寅次郎とリリーであった。さくらにも見送られ、柴又駅で二人は別れることになったが、別れである以上切なくも、「また今度」をにおわせる爽やかな別れであった。
その後、旅先のバス停で寅次郎が待っていると、通り過ぎたマイクロバスからリリーが降りてくる。ひとしきり軽妙なトークをした後、これから草津に行くので一緒に行こうとリリーが誘い、二人はバスに乗りこむ。そんな「ラブストーリーとしても寅とリリーのバディムービーとしても最高のラスト」 で終わる。

## スタッフ
- 監督：山田洋次
- 脚本：山田洋次、朝間義隆
- 音楽：山本直純[1]

## キャスト
- 車寅次郎：渥美清
- さくら：倍賞千恵子
- 車竜造：下條正巳
- 車つね：三崎千恵子
- 諏訪博：前田吟
- たこ社長・桂梅太郎：太宰久雄
- 満男：中村はやと
- 源公：佐藤蛾次郎
- 山里かおり：新垣すずこ - イルカ・スタジオ勤務
- 比嘉美也子
- 国頭富子：金城富美江 - 高志の妹
- 国頭フミ：間好子 - リリーと寅さんが間借りする国頭家の母
- 伊舎堂正子
- 伊舎堂千恵子
- 知念医師：津嘉山正種 - たがみ病院内科
- 印刷工・中村：笠井一彦
- 印刷工：羽生昭彦
- 印刷工：木村賢治
- 印刷工：篠原靖夫
- 喜田晋平
- 上州の茶屋のアベック：一氏ゆかり
- 上州の茶屋のアベック：光石研
- ご近所：土田桂司
- 江戸屋：高木信夫
- ご近所：秩父晴子
- よもぎ売りの行商人、ご近所さん：谷よしの
- 入院患者：後藤やつこ
- 酒井栄子
- ホステス：川井みどり
- 国頭高志：江藤潤 - 寅さんとリリーが間借りする国頭家の長男
- 御前様：笠智衆
- リリー：浅丘ルリ子 - 松岡リリー
- テキ屋：北竜介（ノンクレジット）
- 備後屋：露木幸次（ノンクレジット）

## ロケ地
- 群馬県（六合村→現在の中之条町）[1][13]、吾妻郡嬬恋村(鎌原神社、郷倉)
- 長野原県軽井沢町北軽井沢(白糸の滝)
- 東京都江戸川区(小岩駅)、大田区(羽田空港)
- 沖縄県那覇市(那覇空港、嘉手納、首里/たがみ医院、牧志/ホテル入船、市場中央通り、新天地市場)、国領郡本部町(瀬底島、沖縄海洋博記念公園、浜崎漁港、建堅/寅とリリーの住居)、今帰仁村(慰霊碑)、金武町(新開地、ライブ・イン浜田)、国頭村(オクマビーチ)

『男はつらいよ　寅さん読本』1992、pp.628-629より。

## 音楽
- 使用されたクラシック音楽
  - 讃美歌461番『主われを愛す』～たがみ病院の坂下、リリーが退院の許可が出たこと寅さんに告げるシーン。教会から子供たちの合唱が聞こえる。歌詞：主われを愛す 主は強ければ われ弱くとも 恐れはあらじ わが主イエス わが主イエス わが主イエス われを愛す
  - エミール・ワルトトイフェル作曲：『スケートをする人々（スケーターズ・ワルツ）』作品183～イルカ・ショーで流れる。
- 沖縄民謡
  - 喜納昌吉＆チャンプルー「ハイサイおじさん」商店街で流れる。
  - 「十九の春」商店街、ホテル入船で流れる。寅さんが歌う。
  - 「下千鳥（さぎちじゅやー）」国頭家のお母さんフミが夕暮れ三味線を弾きながら歌う。
  - イルカスタジオの職員たち「唐船（とーしん）ドーイ」浜辺でみなが歌い踊る。
  - 「白浜節」リリーがとらやで歌う。
    - 「我んにゃ白浜ぬ枯松がやゆら　春風や吹ちん花や咲かん　二人やままならん枯木心」
    - リリー「あたしは白浜の枯れた松の木なのか。春になっても花は咲かない。好きな人とどうして一緒になれないんだろうって歌なの。」

## 記録
- 観客動員数：206万3000人[1][14]
- 配給収入：12億5000万円[2][注 4]

## 受賞
- 第4回日本アカデミー賞最優秀脚本賞／山田洋次、朝間義隆
- 同・最優秀主演女優賞／倍賞千恵子
- 同・特別賞／渥美清
- 第5回報知映画賞最優秀主演女優賞／倍賞千恵子[1]